# Aegina
Genre
Aegina est un genre de narcoméduses (hydrozoaires) de la famille des Aeginidae.

## Liste d'espèces
Selon World Register of Marine Species (29 mars 2016), Aegina comprend l'espèce suivante :
- Aegina citrea Eschscholtz, 1829